# Juraj Slafkovský
Juraj Slafkovský (* 30. März 2004 in Košice) ist ein slowakischer Eishockeyspieler, der seit Juli 2022 bei den Canadiens de Montréal in der National Hockey League (NHL) unter Vertrag steht. Der linke Flügelstürmer, der den Spielertyp des Power Forwards verkörpert, gilt als großes Talent und wurde daher beim NHL Entry Draft 2022 als First Overall Draft Pick ausgewählt.

## Karriere

### Juniorenhockey und Liiga (bis 2022)
Slafkovský verbrachte seine Juniorenzeit bis zum Sommer 2018 in der Nachwuchsabteilung des HC Košice aus seiner Geburtsstadt Košice. Anschließend verließ der Stürmer sein Heimatland und verbrachte die Spielzeit 2018/19 in der RB Hockey Academy des österreichischen Klubs EC Red Bull Salzburg in der Erste Bank Juniors League (EBJL) und im Nachwuchs des tschechischen Traditionsvereins HK Hradec Králové, wo er in der U16- und U19-Mannschaft auflief. Zur Saison 2019/20 wechselte Slafkovský zum finnischen Klub TPS Turku, wo er in seinem ersten Spieljahr zu Einsätzen in der U16-, U18- und U20-Mannschaft kam. In der folgenden Spielzeit lief er mit der Ausnahme einer Partie ausschließlich in der U20-Mannschaft auf, bevor er in der Saison 2021/22 den Sprung in die Profimannschaft Turkus aus der Liiga schaffte und dort mit dem Team Vizemeister wurde. 2021 wurde er beim CHL Import Draft in der zweiten Runde von den Erie Otters an Position 90 gezogen, verblieb aber noch in Finnland.

### NHL (ab 2022)
Im NHL Entry Draft 2022 wurde der Angreifer als Gesamterster von den Canadiens de Montréal aus der National Hockey League (NHL) ausgewählt. Er war somit der erste Slowake, der als First Overall Draft Pick berücksichtigt wurde. Am 13. Juli 2022 unterzeichnete Slafkovský einen dreijährigen Einstiegsvertrag bei den Canadiens. Zum Beginn der Saison 2022/23 gelang dem 18-Jährigen der Sprung in den NHL-Kader der Habs. Er debütierte am 12. Oktober 2022 beim Saisonauftakt gegen die Toronto Maple Leafs. Sein erstes Tor erzielte er in seinem fünften Spiel in der NHL, beim 6:2-Sieg gegen die Arizona Coyotes am 20. Oktober 2022; es war zugleich sein erster Scorerpunkt in der höchsten nordamerikanischen Eishockey-Profiliga. Seine Debütsaison endete letztlich vorzeitig im Januar 2023 aufgrund einer Knieverletzung, sodass er auf nur 39 Einsätze kam, in denen ihm zehn Scorerpunkte gelangen.
Im Juli 2024 unterzeichnete Slafkovský einen neuen Achtjahresvertrag in Montréal, der ihm mit Beginn der Saison 2025/26 ein durchschnittliches Jahresgehalt von 7,6 Millionen US-Dollar einbringen soll.

### International
Für sein Heimatland nahm Slafkovský im Juniorenbereich bereits im Alter von 16 Jahren mit der slowakischen U20-Nationalmannschaft an der U20-Junioren-Weltmeisterschaft 2021 im kanadischen Edmonton teil. Im selben Jahr bestritt er ebenso für das A-Nationalteam die Weltmeisterschaft 2021 und das Qualifikationsturnier für die Olympischen Winterspiele 2022.
Im folgenden Jahr bestritt der Offensivspieler zunächst die U20-Junioren-Weltmeisterschaft 2022 in Kanada, die jedoch aufgrund einer Häufung von COVID-19-Fällen vorzeitig abgebrochen wurde. Dennoch erarbeitete sich das Talent einen Platz im Aufgebot des slowakischen Olympiakaders. Im Rahmen der Olympischen Winterspiele 2022 in der chinesischen Hauptstadt Peking führte der 17-Jährige die Slowaken zum Gewinn der Bronzemedaille. Mit sieben Toren in ebenso vielen Turnierspielen war Slafkovský bester Scorer und Torschütze des Turniers. Darüber hinaus wurde er zum wertvollsten Spieler des Turniers ernannt und ins All-Star-Team berufen. Bei der Weltmeisterschaft im selben Jahr erzielte er neun Scorerpunkte in acht Spielen und erreichte mit der Mannschaft das Viertelfinale.

## Erfolge und Auszeichnungen
- 2022 Finnischer Vizemeister mit TPS Turku
- 2022 Hokejista roka (Spieler des Jahres), bester Stürmer und bester U20-Spieler der Slowakei
- 2024 Hokejista roka (Spieler des Jahres), bester Stürmer und bester U20-Spieler der Slowakei

### International
| - 2021 Silbermedaille beim Hlinka Gretzky Cup - 2022 Bronzemedaille bei den Olympischen Winterspielen - 2022 Topscorer der Olympischen Winterspiele | - 2022 Bester Torschütze der Olympischen Winterspiele - 2022 Wertvollster Spieler der Olympischen Winterspiele - 2022 All-Star-Team der Olympischen Winterspiele |

## Karrierestatistik
Stand: Ende der Saison 2024/25

### International
Vertrat die Slowakei bei:
| - U20-Junioren-Weltmeisterschaft 2021 - Weltmeisterschaft 2021 - Hlinka Gretzky Cup 2021 - Qualifikationsturnier für die Olympischen Winterspiele 2022 | - U20-Junioren-Weltmeisterschaft 2022 - Olympischen Winterspielen 2022 - Weltmeisterschaft 2022 - Weltmeisterschaft 2024 |

(Legende zur Spielerstatistik: Sp oder GP = absolvierte Spiele; T oder G = erzielte Tore; V oder A = erzielte Assists; Pkt oder Pts = erzielte Scorerpunkte; SM oder PIM = erhaltene Strafminuten; +/− = Plus/Minus-Bilanz; PP = erzielte Überzahltore; SH = erzielte Unterzahltore; GW = erzielte Siegtore; 1 Play-downs/Relegation; Kursiv: Statistik nicht vollständig)